# Рачунар са нултим сетом инструкција
У информатици, Рачунар са нултим сетом инструкција (ZISC) се односи на рачунарску архитектуру базирану на чистом подударању образаца и одсуства микроинстукција у класичном смислу. ZISC акronim се односи на претходно развијену RISC технологију.
ZISC је технологија базирана на идејама из вештачких нервних мрежа и масовно ожичене паралелне обраде. Овај концепт је измислио Guy Paillet.
ZISC архитектура заобилази меморијско уско грло комбиновањем логике памћења образаца и логике учења и препознавања образаца. Главна иновација се огледа у решавању "победник узима све проблема" и омогућава константно време учења и препознавања, без обзира на број паралелно повезаних процесних елемената
(неурона).
Први ZISC35 са 36 неурона је представљен 1993. и ZISC78 у 2000. од стране IBM који је обуставио производњу 2001-е.
У августу 2007, CM1K (CogniMem 1,024 неурона) је представљен од стране CogniMem Ltd. CM1K су дизајнирали Anne Menendez and Guy Paillet. 
Практична примена ZISC/CogniMem технологије се фокусира на препознавање образаца, вађење информација (Анализа података), сигурност и сличне задатке.